# Нейсмит, Стивен
Сти́вен Джон Не́йсмит (англ. Steven John Naismith; род. 14 сентября 1986[…], Эрвин, Стратклайд) — шотландский футболист, выступал на позициях полузащитника и нападающего; тренер. Провёл 51 матч за национальную сборную Шотландии.
Профессиональная карьера Стивена началась в 2002 году в клубе «Килмарнок». В рядах «килли» он провёл пять лет, выиграв за это время две престижных награды шотландского футбола: по итогам сезона 2005/06 Нейсмит стал «Молодым игроком года по версии журналистов страны», ещё через год он удостоился аналогичного приза по версии коллег-футболистов. Летом 2007 года Стивен перебрался в Глазго, где пополнил состав одного из грандов «горной страны», клуба «Рейнджерс». За пять сезонов в футболке «джерс» Нейсмит стал 3-кратным чемпионом Шотландии, по два раза становился обладателем обоих национальных кубков. В середине 2012 года вингер был вынужден покинуть «Рейнджерс» из-за финансовых неурядиц клуба. В июле того же года Нейсмит на правах свободного агента присоединился к английскому «Эвертону». За клуб из Ливерпуля Нейсмит выступал три с половиной сезона и за это время провёл более ста матчей в английской Премьер-лиге. В январе 2016 года перешёл в другой английский клуб — «Норвич Сити».
С 2007 по 2019 год Стивен защищал цвета национальной сборной Шотландии, проведя в её составе 51 матч и забив десять мячей.

## Ранние годы
Нейсмит родился 14 сентября 1986 года в шотландском городе Эрвине.
Детство будущего футболиста прошло в местечке Стьюартон, расположенном в области Ист-Эршир. Там же Стивен получил образование — он окончил начальную школу «Лейншоу» (англ. Lainshaw Primary School), а затем получил диплом Академии «Стюартон» (англ. Stewarton Academy). Первые шаги в футболе Нейсмит сделал в команде «Стюартон Энник» (англ. Stewarton Annick), за которую он начал выступать со времени переезда его семьи из Эрвина в Восточный Эйршир. С этого времени за ним стали следить скауты многих шотландских клубов, в том числе «Рейнджерс».

## Клубная карьера

### «Килмарнок»
В 2002 году Стивен перебрался в Килмарнок, где поступил в футбольную Академию местного профессионального клуба. 31 августа того же года Нейсмит подписал с «килли» свой первый профессиональный контракт.
Дебют Стивена в первом составе «Килмарнока» состоялся 24 апреля 2004 года, когда он вышел на замену в поединке шотландской Премьер-лиги против «Хиберниана». В том же сезоне Нейсмит помог юношеской команде «килли» завоевать Молодёжный кубок страны, где в финале, проходившем на стадионе «Регби Парк», были обыграны сверстники из «Рейнджерс».
Свой первый гол за «Килмарнок» Стивен забил 5 февраля 2005 года, поразив в матче Кубка Шотландии ворота «Харт оф Мидлотиан».
В следующем сезоне Нейсмит стал игроком основного состава «килли», сыграв в общей сложности в этом футбольном году 39 игр и забив 13 мячей. Также по итогам августа и января он становился «Лучшим молодым игроком месяца шотландской Премьер-лиги» и «Игроком месяца» по итогам марта. Эти достижения не прошли мимо шотландской общественности — журналисты страны назвали вингера «Молодым игроком года». 9 марта 2006 года Нейсмит продлил свой контракт с «Килмарноком» до лета 2010 года.
В августе 2006 года Стивен был на просмотре в лондонском «Арсенале», однако «канониры» не решились подписать с шотландцем контракт. В том же месяце руководство «Килмарнока» отвергло предложение о покупке Нейсмита со стороны английского «Саутгемптона». 30 января 2007 года в полуфинальном поединке Кубка шотландской лиги против «Фалкирка» молодой вингер оформил первый в своей профессиональной карьере хет-трик. В апреле того же года Стивен удостоился приза «Игрок месяца Премьер-лиги» по результатам его выступлений в марте. По итогам сезона Нейсмиту была вручена награда «Молодой игрок года по версии футболистов ШПФА».
Всего за пять лет, проведённых в «Килмарноке», Стивен сыграл 115 матчей, забил 35 голов.

### «Рейнджерс»
Летом 2007 года вокруг Нейсмита развернулась трансферная борьба, главными фигурантами которой были гранды шотландского футбола «Селтик» и «Рейнджерс». В июне «Килмарнок» отклонил предложение «джерс» в 400 тысяч фунтов стерлингов, назвав его «смехотворным». Агент Стивена раскритиковал руководство «килли» за это решение, заявив, что «джерс» с детства является любимым клубом вингера и он всегда мечтал выступать за него. Тем не менее президент «Килмарнока», видя интерес к Нейсмиту со стороны больших команд, официально объявил, что готов расстаться с футболистом за приемлемую цену. Вскоре активизировался другой представитель «Old Firm», «Селтик». Его предложение в два миллиона фунтов устроило «килли», однако на этот раз сам Стивен не пожелал присоединяться к «кельтам». 31 августа, в день закрытия трансферного окна, «Рейнджерс» объявил, что достиг принципиальной договорённости с «Килмарноком» по трансферной стоимости Нейсмита. Сумма сделки оценивалась в 1,9 миллиона фунтов. Поздним вечером того же дня Стивен подписал с «джерс» 5-летнее соглашение.

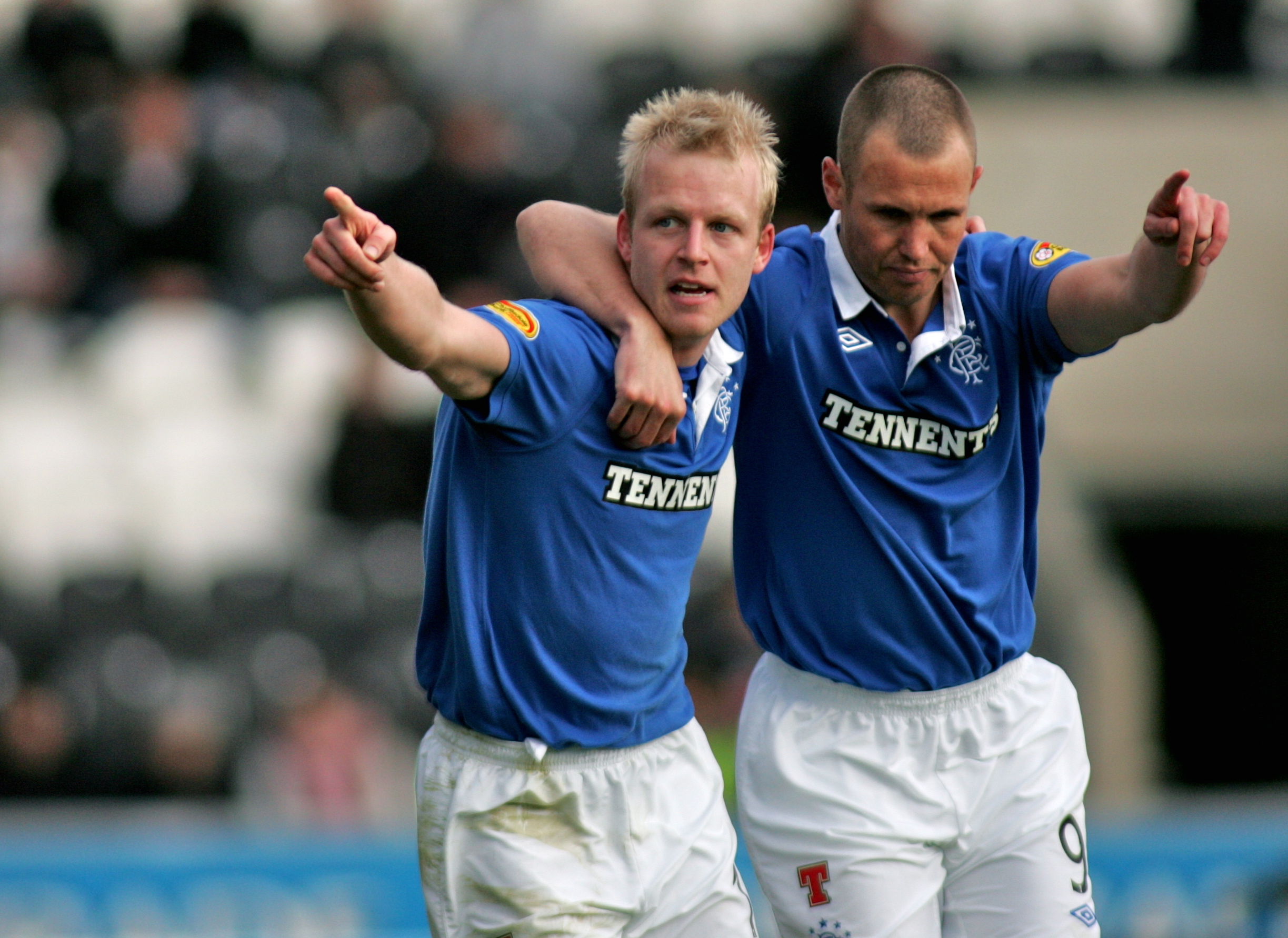
2010 год. Нейсмит (слева) со своим одноклубником по «Рейнджерс» Кенни Миллером

Уже на следующий день Нейсмит дебютировал в составе глазговцев, выйдя на замену вместо Дамаркуса Бизли в матче шотландской Премьер-лиги против «Гретны». 23 сентября 2007 года Стивен открыл счёт своим голам за «джерс», поразив ворота «Абердина». Осенью вингер впервые в карьере принял участие в еврокубковой встрече — 7 ноября он вышел на замену в гостевом поединке Лиги чемпионов с испанской «Барселоной». В конце 2007 — начале 2008 года Нейсмит отличился ещё двумя голами за глазговский клуб, огорчив голкиперов «Хиберниана» и «Данди Юнайтед». Месяцем позже Стивен забил свой четвёртый и пятый мячи в футболке «джерс» — его «жертвами» стали команды «Фалкирк» и «Гретна».
20 апреля 2008 года в полуфинальной игре Кубка Шотландии «Рейнджерс» — «Сент-Джонстон» вингер получил тяжёлую травму — разрыв крестообразных связок левого колена. Произошло это после того, как игрок «святых» Мартин Харди наступил на ногу лежащего Стивена. Это повреждение потребовало хирургического вмешательства, после проведения которого было объявлено о том, что Нейсмиту на восстановление потребуется около года. Тем не менее тренироваться вингер начал уже через восемь месяцев после операции. На поле Стивен вернулся в декабре 2008 года, приняв участие в матче дублёров «джерс» против «Сент-Миррена». 13 января 2009 года Нейсмит впервые после травмы отыграл за первый состав «Рейнджерс». Соперником глазговцев в тот день был клуб «Сент-Джонстон». Сезон для вингера получился смазанным из-за периодически случавшихся рецидивов травмы. Тем не менее он принял участие в финальном поединке Кубка Шотландии, который состоялся 30 мая. Матч закончился победой «рейнджеров» со счётом 1:0. Единственный гол в ворота соперников «джерс», «Фалкирка», забил Начо Ново.
Сезон 2009/10 Стивен начал с гола в ворота «Фалкирка» в матче чемпионата страны. Уже в следующей встрече против «Харт оф Мидлотиан» Нейсмит в самом конце игры заработал пенальти, который уверенно реализовал Крис Бойд. Этот гол оказался победным — «Рейнджерс» победили 2:1. В сентябре вингер забил один из мячей в игре Кубка лиги с «Куин оф зе Саут». 21 марта 2010 года Нейсмит стал одним из творцов победы «Рейнджерс» над «Сент-Мирреном» в решающем матче Кубка шотландской лиги. Матч для «джерс» складывался драматично — на 53-й и 71-й минутах с поля были удалены игроки глазговцев Кевин Томсон и Дэнни Уилсон. Нейсмит, появившись на поле на 79-й минуте вместо Криса Бойда, уже через пять минут сделал голевую передачу нападающему Кенни Миллеру, гол которого позволил «Рейнджерс» стать обладателями трофея. В концовке сезона Стивен отличился дублем в ворота «Харт оф Мидлотиан». По итогам футбольного года глазговский клуб стал чемпионом Шотландии, а Нейсмит во второй раз в своей карьере получил золотые медали первенства страны.
В первом туре шотландской Премьер-лиги сезона 2010/11 Стивен принёс победу «Рейнджерс» со счётом 2:1 над родным ему «Килмарноком». Менее чем через месяц Нейсмит отличился голам в двух подряд матчах против «Данди Юнайтед» и «Данфермлин Атлетик». 29 сентября 2010 года в поединке Лиги чемпионов Стивен поразил ворота турецкого «Бурсаспора». Этот гол оказался единственным в матче — «Рейнджерс» одержал первую победу в последних двенадцати встречах главного клубного турнира Европы. Через три дня Стивен забил очередной победный гол для «джерс», огорчив голкипера «Харт оф Мидлотиан» Мариана Келло. Далее Нейсмит стал отличаться ещё регулярнее — его мячи в ворота «Мотеруэлла», «Килмарнока» и «Сент-Миррена» довели число голов вингера в Премьер-лиге в этом сезоне до восьми. По итогам октября Стивен во второй раз в своей карьере был удостоен приза «Игрок месяца шотландской Премьер-лиги». В декабре того же года Нейсмит пролонгировал с «джерс» соглашение о сотрудничестве, заключив контракт до лета 2015 года. 30 января 2011 года вингер забил победный мяч «Мотеруэллу» в полуфинальном поединке Кубка лиги. 6 февраля Нейсмит был удалён с поля за две жёлтые карточки в матче дерби «Old Firm» против злейших врагов «Рейнджерс» из «Селтика». Далее Стивен вновь продолжил забивать — отметка в одиннадцать голов в Премьер-лиге была достигнута после матчей против «Мотеруэлла», «Данди Юнайтед» и «Сент-Джонстона». 30 апреля Нейсмит своим дублем поспособствовал «Рейнджерс» в разгроме «Мотеруэлла» со счётом 5:0. В финальной игре сезона 2010/11 «джерс» не оставили камня на камне от «Килмарнока» — 5:1, Стивен забил один из мячей. Кампания принесла глазговцам третий титул чемпионов Шотландии подряд. В сезоне 2010/11 Нейсмит провёл за «Рейнджерс» 44 матча, забил 15 голов. По итогам сезона Стивен стал «Игроком года» по версии одноклубников и болельщиков «джерс».
14 апреля 2011 года полузащитник был номинирован на звание «Игрок года» по версии коллег-футболистов, однако в голосовании за приз уступил представителю «Селтика» Эмилио Исагирре.
Сезон 2011/12 Нейсмит вновь начал ударно, в первых двух турах первенства забив по мячу в ворота «Харт оф Мидлотиан» и «Сент-Джонстона». После некоторого затишья Стивен опять отличился в двух встречах подряд — с «Мотеруэллом» и «Абердином». 18 сентября в первом дерби «Old Firm» сезона «Рейнджерс» переиграли «Селтик» со счётом 4:2, вингер забил дважды. Эти голы стали дебютными для Нейсмита, забитыми в этом историческом противостоянии. Шестью днями спустя Стивен оформил «дубль» в матче с «Данфермлин Атлетик». После этого статистика Нейсмита в сезоне 2011/12 достигла впечатляющих восьми голов в восьми матчах лиги. Но встреча с «парс» для Стивена омрачилась двухматчевой дисквалификацией, наложенной Шотландской футбольной ассоциацией за удар локтем в лицо капитану оппонентов Остину Макканну. Позднее Нейсмит заявил, что преднамеренности в его действиях не было и его извинения уже приняты пострадавшей стороной. После этого инцидента Стивен отметился голом лишь в конце ноября, отправив мяч в сетку «Харт оф Мидлотиан».
В течение сезона Нейсмит ввёл своё новое празднование забитых голов — после результативного удара он скрещивал руки перед грудью и производил движения пальцами. Позже от друга футболиста выяснилось, что данный жест означает воздушный поцелуй подруге Стивена, Мое Фаррелл. 29 октября в столкновении с хавбеком «Абердина» Робертом Милсомом Стивен порвал крестообразные связки и выбыл на девять месяцев, то есть до конца футбольного года.
В июне 2012 года Нейсмит выступил в заявлением, что он намерен покинуть стан «Рейнджерс», не желая участвовать в структуре, созданной новым владельцем «джерс» Чарльзом Грином, купившим клуб на пике его финансовых проблем в середине 2012 года. Ранее Шотландская профессиональная футбольная ассоциация (профсоюз футболистов страны) объявила, что любые игроки глазговцев при желании имеют право стать свободными агентами без выплаты «рейнджерам» компенсации.

### «Эвертон»
4 июля 2012 года Нейсмит на правах свободного агента присоединился к английскому «Эвертону». Трансфер шотландца означал его воссоединение с бывшим партнёром по «Рейнджерс» хорватским форвардом Никицей Елавичем, выступавшим в составе «ирисок» с зимы того же года. После подписания контракта с мерсисайдцами Стивен назвал решение о расставании с «Рейнджерс» «одним из самых трудных в своей карьере». Тем не менее 9 июля стало известно, что Шотландская футбольная ассоциация не дала своего разрешения на трансфер Нейсмита в «Эвертон» в условиях последующего конкретного разбирательства со статусами покинувших «джерс» игроков до истечения их контракта с клубом. 20 августа Стивен впервые защищал цвета «ирисок» в официальном матче, выйдя на замену в победной для мерсисайдцев встрече с «Манчестер Юнайтед». 28 октября Нейсмит забил свой первый гол за «Эвертон», отличившись в принципиальном мерсисайдском дерби против «Ливерпуля».

### «Норвич»
20 января 2016 года Нейсмит подписал с «Норвичом» контракт на 3,5 года. Сумма трансфера составила 8 миллионов фунтов. В дебютном матче с «Ливерпулем» 23 января отличился первым голом в футболке «Норвича».

### Клубная статистика
| Клуб                 | Сезон                | Чемпионат | Чемпионат | Кубок | Кубок | Кубок Лиги | Кубок Лиги | Еврокубки | Еврокубки | Итого | Итого |
| Клуб                 | Сезон                | Игры      | Голы      | Игры  | Голы  | Игры       | Голы       | Игры      | Голы      | Игры  | Голы  |
| -------------------- | -------------------- | --------- | --------- | ----- | ----- | ---------- | ---------- | --------- | --------- | ----- | ----- |
| Килмарнок            | 2003/04              | 1         | 0         | —     | —     | —          | —          | —         | —         | 1     | 0     |
| Килмарнок            | 2004/05              | 24        | 1         | 3     | 1     | —          | —          | —         | —         | 27    | 2     |
| Килмарнок            | 2005/06              | 36        | 13        | 1     | 0     | 2          | 0          | —         | —         | 39    | 13    |
| Килмарнок            | 2006/07              | 37        | 15        | 1     | 0     | 5          | 4          | —         | —         | 43    | 19    |
| Килмарнок            | 2007/08              | 4         | 0         | —     | —     | 1          | 1          | —         | —         | 5     | 1     |
| Всего за «Килмарнок» | Всего за «Килмарнок» | 102       | 29        | 5     | 1     | 8          | 5          | 0         | 0         | 115   | 35    |
| Рейнджерс            | 2007/08              | 21        | 5         | 6     | 0     | —          | —          | 4         | 0         | 31    | 5     |
| Рейнджерс            | 2008/09              | 7         | 0         | 3     | 0     | 1          | 0          | —         | —         | 11    | 0     |
| Рейнджерс            | 2009/10              | 28        | 3         | 3     | 0     | 4          | 1          | 4         | 0         | 39    | 4     |
| Рейнджерс            | 2010/11              | 31        | 11        | 2     | 0     | 4          | 3          | 7         | 1         | 44    | 15    |
| Рейнджерс            | 2011/12              | 11        | 9         | —     | —     | 1          | 0          | 3         | 0         | 15    | 9     |
| Всего за «Рейнджерс» | Всего за «Рейнджерс» | 98        | 28        | 14    | 0     | 10         | 4          | 18        | 1         | 140   | 33    |
| Эвертон              | 2012/13              | 31        | 4         | 2     | 0     | 2          | 0          | —         | —         | 35    | 4     |
| Эвертон              | 2013/14              | 31        | 5         | 3     | 3     | 2          | 1          | —         | —         | 36    | 9     |
| Эвертон              | 2014/15              | 31        | 6         | 2     | 0     | —          | —          | 6         | 2         | 39    | 8     |
| Эвертон              | 2015/16              | 10        | 3         | —     | —     | 3          | 1          | —         | —         | 13    | 4     |
| Всего за «Эвертон»   | Всего за «Эвертон»   | 103       | 18        | 9     | 3     | 5          | 2          | 6         | 2         | 123   | 25    |
| Всего за карьеру     | Всего за карьеру     | 303       | 75        | 28    | 4     | 23         | 11         | 24        | 3         | 378   | 93    |

(откорректировано по состоянию на 28 декабря 2015)

## Карьера в сборной
Отец Нейсмита родом из Уэльса, и Футбольная ассоциация этой страны приглашала полузащитника выступать за молодёжную команду «драконов». Но Стивен решил представлять цвета страны, где он родился. Бабушка футболиста была англичанкой, соответственно теоретически хавбек мог играть и за национальную сборную «трёх львов».
Дебют Нейсмита в молодёжной команде Шотландии состоялся 28 февраля 2006 года, когда молодые «горцы» победили сверстников из Исландии со счётом 4:0, а вингер забил один из голов. В марте того же года Стивен впервые сыграл за вторую сборную страны в матче против Турции, где также отличился мячом в ворота оппонентов.
В июне 2007 года Нейсмит был в первый раз вызван в расположение первой национальной команды. 6 июня Стивен дебютировал за «тартановую армию» в отборочном матче к чемпионату Европы по футболу 2008 года против сборной Фарерских островов. В конце лета Нейсмит был избран капитаном молодёжной национальной команды и 21 августа отметился победным голом в новом статусе в ворота чешской молодёжки.
Вторую и третью игру за первую сборную Стивен сыграл 9 сентября и 14 ноября 2009 года против Нидерландов и Уэльса соответственно. В 2011 году Нейсмит провёл за шотландскую команду все три матча международного турнира, Кубок наций, где «горцы» заняли второе место, уступив в решающем поединке Ирландии.
Осенью того же года вингер регулярно выходил в составе «тартановой армии» на квалификационные игры к европейскому первенству 2012 года. 12 октября 2010 года в этих встречах Нейсмит забил свой первый гол за «тартановую армию», поразив ворота действующих чемпионов мира испанцев. По ходу матча шотландцы проигрывали 0:2, затем сумели сравнять счёт, но за десять минут до конца нападающий «красной фурии» Фернандо Льоренте принёс победу своей команде — 3:2. 6 сентября 2011 года Стивен во второй раз отличился мячом за сборную, забив единственный гол в поединке с Литвой.

### Матчи и голы за сборную Шотландии
| №  | Дата             | Место                                                | Оппонент          | Счёт | Голы Нейсмита | Соревнование                                      |
| 1  | 6 июня 2007      | «Свангаскард», Тофтир, Фарерские острова             | Фарерские острова | 2:0  | —             | Отборочный матч чемпионата Европы по футболу 2008 |
| 2  | 9 сентября 2009  | «Хэмпден Парк», Глазго, Шотландия                    | Нидерланды        | 0:1  | —             | Отборочный матч чемпионата мира по футболу 2010   |
| 3  | 14 ноября 2009   | «Кардифф Сити», Кардифф, Уэльс                       | Уэльс             | 0:3  | —             | Товарищеский матч                                 |
| 4  | 3 сентября 2010  | Стадион имени С. Дарюса и С. Гиренаса, Каунас, Литва | Литва             | 0:0  | —             | Отборочный матч чемпионата Европы по футболу 2012 |
| 5  | 7 сентября 2010  | «Хэмпден Парк», Глазго, Шотландия                    | Лихтенштейн       | 2:1  | —             | Отборочный матч чемпионата Европы по футболу 2012 |
| 6  | 8 октября 2010   | «Синот Тип Арена», Прага, Чехия                      | Чехия             | 0:1  | —             | Отборочный матч чемпионата Европы по футболу 2012 |
| 7  | 12 октября 2010  | «Хэмпден Парк», Глазго, Шотландия                    | Испания           | 2:3  | 1             | Отборочный матч чемпионата Европы по футболу 2012 |
| 8  | 9 февраля 2011   | «Авива», Дублин, Ирландия                            | Северная Ирландия | 3:0  | —             | Кубок наций 2011                                  |
| 9  | 25 мая 2011      | «Авива», Дублин, Ирландия                            | Уэльс             | 3:1  | —             | Кубок наций 2011                                  |
| 10 | 29 мая 2011      | «Авива», Дублин, Ирландия                            | Ирландия          | 0:1  | —             | Кубок наций 2011                                  |
| 11 | 10 августа 2011  | «Хэмпден Парк», Глазго, Шотландия                    | Дания             | 2:1  | —             | Товарищеский матч                                 |
| 12 | 3 сентября 2011  | «Хэмпден Парк», Глазго, Шотландия                    | Чехия             | 2:2  | —             | Отборочный матч чемпионата Европы по футболу 2012 |
| 13 | 6 сентября 2011  | «Хэмпден Парк», Глазго, Шотландия                    | Литва             | 1:0  | 1             | Отборочный матч чемпионата Европы по футболу 2012 |
| 14 | 8 октября 2011   | «Райнпарк Штадион», Вадуц, Лихтенштейн               | Лихтенштейн       | 1:0  | —             | Отборочный матч чемпионата Европы по футболу 2012 |
| 15 | 11 октября 2011  | «Хосе Рико Перес», Аликанте, Испания                 | Испания           | 1:3  | —             | Отборочный матч чемпионата Европы по футболу 2012 |
| 16 | 15 августа 2012  | «Истер Роуд», Эдинбург, Шотландия                    | Австралия         | 3:1  | —             | Товарищеский матч                                 |
| 17 | 8 сентября 2012  | «Хэмпден Парк», Глазго, Шотландия                    | Сербия            | 0:0  | —             | Отборочный матч чемпионата мира по футболу 2014   |
| 18 | 11 сентября 2012 | «Хэмпден Парк», Глазго, Шотландия                    | Македония         | 1:1  | —             | Отборочный матч чемпионата мира по футболу 2014   |
| 19 | 14 ноября 2012   | «Жози Бартель», Люксембург, Люксембург               | Люксембург        | 2:1  | —             | Товарищеский матч                                 |
| 20 | 6 февраля 2013   | «Питтодри», Абердин, Шотландия                       | Эстония           | 1:0  | —             | Товарищеский матч                                 |
| 21 | 26 марта 2013    | «Караджордже», Нови-Сад, Сербия                      | Сербия            | 0:2  | —             | Отборочный матч чемпионата мира по футболу 2014   |
| 22 | 7 июня 2013      | «Максимир», Загреб, Хорватия                         | Хорватия          | 1:0  | —             | Отборочный матч чемпионата мира по футболу 2014   |
| 23 | 14 августа 2013  | «Уэмбли», Лондон, Англия                             | Англия            | 2:3  | —             | Товарищеский матч                                 |
| 24 | 10 сентября 2013 | «Филипп II», Скопье, Македония                       | Македония         | 2:1  | —             | Отборочный матч чемпионата мира по футболу 2014   |
| 25 | 15 октября 2013  | «Хэмпден Парк», Глазго, Шотландия                    | Хорватия          | 2:0  | 1             | Отборочный матч чемпионата мира по футболу 2014   |
| 26 | 15 ноября 2013   | «Хэмпден Парк», Глазго, Шотландия                    | США               | 0:0  | —             | Товарищеский матч                                 |
| 27 | 19 ноября 2013   | «Акер», Молде, Норвегия                              | Норвегия          | 1:0  | —             | Товарищеский матч                                 |
| 28 | 5 марта 2014     | Национальный стадион, Варшава, Польша                | Польша            | 1:0  | —             | Товарищеский матч                                 |
| 29 | 28 мая 2014      | «Крейвен Коттедж», Лондон, Англия                    | Нигерия           | 2:2  | —             | Товарищеский матч                                 |
| 30 | 7 сентября 2014  | «Сигнал Идуна Парк», Дортмунд, Германия              | Германия          | 1:2  | —             | Отборочный матч чемпионата Европы по футболу 2016 |
| 31 | 11 октября 2014  | «Айброкс», Глазго, Шотландия                         | Грузия            | 1:0  | —             | Отборочный матч чемпионата Европы по футболу 2016 |
| 32 | 14 октября 2014  | Национальный стадион, Варшава, Польша                | Польша            | 2:2  | 1             | Отборочный матч чемпионата Европы по футболу 2016 |
| 33 | 14 ноября 2014   | «Селтик Парк», Глазго, Шотландия                     | Ирландия          | 1:0  | —             | Отборочный матч чемпионата Европы по футболу 2016 |
| 34 | 18 ноября 2014   | «Селтик Парк», Глазго, Шотландия                     | Англия            | 1:3  | —             | Товарищеский матч                                 |
| 35 | 25 марта 2015    | «Хэмпден Парк», Глазго, Шотландия                    | Северная Ирландия | 1:0  | —             | Товарищеский матч                                 |
| 36 | 29 марта 2015    | «Хэмпден Парк», Глазго, Шотландия                    | Гибралтар         | 6:1  | 1             | Отборочный матч чемпионата Европы по футболу 2016 |
| 37 | 5 июня 2015      | «Истер Роуд», Эдинбург, Шотландия                    | Катар             | 1:0  | —             | Товарищеский матч                                 |
| 38 | 13 июня 2015     | «Авива», Дублин, Ирландия                            | Ирландия          | 1:1  | —             | Отборочный матч чемпионата Европы по футболу 2016 |
| 39 | 4 сентября 2015  | Стадион Бориса Пайчадзе, Тбилиси, грузия             | Грузия            | 0:1  | —             | Отборочный матч чемпионата Европы по футболу 2016 |
| 40 | 8 октября 2015   | «Хэмпден Парк», Глазго, Шотландия                    | Польша            | 2:2  | —             | Отборочный матч чемпионата Европы по футболу 2016 |
| 41 | 11 октября 2015  | «Алгарве», Фару, Португалия                          | Гибралтар         | 6:0  | 1             | Отборочный матч чемпионата Европы по футболу 2016 |

Итого: 41 матч / 6 голов; 21 победа, 9 ничьих, 11 поражений.
(откорректировано по состоянию на 11 октября 2015)

### Сводная статистика игр/голов за сборную
| Сборная          | Год              | Отборочные матчи ЧМ | Отборочные матчи ЧМ | Финальные матчи ЧМ | Финальные матчи ЧМ | Отборочные матчи ЧЕ | Отборочные матчи ЧЕ | Финальные матчи ЧЕ | Финальные матчи ЧЕ | Кубок наций | Кубок наций | Товарищеские матчи | Товарищеские матчи | Итого | Итого |
| Сборная          | Год              | Игры                | Голы                | Игры               | Голы               | Игры                | Голы                | Игры               | Голы               | Игры        | Голы        | Игры               | Голы               | Игры  | Голы  |
| ---------------- | ---------------- | ------------------- | ------------------- | ------------------ | ------------------ | ------------------- | ------------------- | ------------------ | ------------------ | ----------- | ----------- | ------------------ | ------------------ | ----- | ----- |
| Шотландия        | 2007             | —                   | —                   | —                  | —                  | 1                   | 0                   | —                  | —                  | —           | —           | —                  | —                  | 1     | 0     |
| Шотландия        | 2009             | 1                   | 0                   | —                  | —                  | —                   | —                   | —                  | —                  | —           | —           | 1                  | 0                  | 2     | 0     |
| Шотландия        | 2010             | —                   | —                   | —                  | —                  | 4                   | 1                   | —                  | —                  | —           | —           | —                  | —                  | 4     | 1     |
| Шотландия        | 2011             | —                   | —                   | —                  | —                  | 4                   | 1                   | —                  | —                  | 3           | 0           | 1                  | 0                  | 8     | 1     |
| Шотландия        | 2012             | 2                   | 0                   | —                  | —                  | —                   | —                   | —                  | —                  | —           | —           | 2                  | 0                  | 4     | 0     |
| Шотландия        | 2013             | 4                   | 1                   | —                  | —                  | —                   | —                   | —                  | —                  | —           | —           | 4                  | 0                  | 8     | 1     |
| Шотландия        | 2014             | —                   | —                   | —                  | —                  | 4                   | 1                   | —                  | —                  | —           | —           | 3                  | 0                  | 7     | 1     |
| Шотландия        | 2015             | —                   | —                   | —                  | —                  | 5                   | 2                   | —                  | —                  | —           | —           | 2                  | 0                  | 7     | 2     |
| Всего за карьеру | Всего за карьеру | 7                   | 1                   | 0                  | 0                  | 18                  | 5                   | 0                  | 0                  | 3           | 0           | 13                 | 0                  | 41    | 6     |

(откорректировано по состоянию на 11 октября 2015)

## Достижения

### Командные достижения

#### Допрофессиональная карьера
«Килмарнок» (до 19)
- Обладатель Молодёжного кубка Шотландии: 2003/04

#### Профессиональная карьера
«Килмарнок»
- Финалист Кубка шотландской лиги: 2006/07

 «Рейнджерс»
- Чемпион Шотландии (3): 2008/09, 2009/10, 2010/11
- Обладатель Кубка Шотландии (2): 2007/08, 2008/09
- Обладатель Кубка шотландской лиги (2): 2009/10, 2010/11
- Финалист Кубка шотландской лиги: 2008/09

 Сборная Шотландии
- Серебряный призёр Кубка наций: 2011

### Личные достижения
- Молодой игрок года по версии футболистов Профессиональной футбольной ассоциации Шотландии: 2007
- Молодой игрок года по версии Шотландской ассоциации футбольных журналистов: 2006
- Игрок месяца шотландской Премьер-лиги (2): март 2006, октябрь 2010
- Молодой игрок месяца шотландской Премьер-лиги (3): август 2005, январь 2006, март 2007

## Стиль игры
Несмотря на то, что карьеру Нейсмит начал на позиции нападающего, позднее он переквалифицировался в хавбека. Универсальность Стивена особенно ярко проявилась в годы его выступлений за «Рейнджерс», когда он с равным успехом мог сыграть на обоих флангах полузащиты, а также в центре поля. Бывший тренер «Килмарнока» Билли Браун сравнил Нейсмита с известным английским футболистом Аланом Смитом, который также прошёл путь от форварда до хавбека.
Игра Стивена также тесно сопряжена с его природным бесстрашием и проницательностью действий на поле. Бывший наставник национальной сборной Шотландии Крейг Левейн отмечал, что сильными сторонами Нейсмита являются «атакующий инстинкт, трудолюбивость и чувство ответственности», а главный тренер «Рейнджерс» Алли Маккойст называл такими «неувядающий интерес полузащитника к игре и желание постоянно развиваться».

## Личная жизнь
Лучшим другом Нейсмита является нападающий «Килмарнока» Крис Бойд.